# Táncsics Mihály Gimnázium (Orosháza)
Az Orosházi Táncsics Mihály Gimnázium és Kollégium Orosháza egyik gimnáziuma, a környék egyik legnevesebb középiskolája.

## Története
A Gimnáziumi Előkészítő Tanfolyam első tanéve 1933-ban az akkori Vásárhelyi Pál (ma Szabó Dezső) utcában indult 4 tanteremmel, 27 diákkal és 7 tanárral. Ez az év tekinthető a gimnázium alapítási időpontjának. A második tanévet már a Pacsirta utcában kezdték, immár 6 tanteremmel, 110 diákkal és 10 tanárral. Első vezetői Musulin Béla, okleveles gimnáziumi tanár és Péterfia Zoltán voltak. A harmadik és negyedik tanév már két épületben működött: az új épület a Vági-féle házban (Bajcsy-Zsilinszky utca) nyitotta meg kapuit. Az első érettségiző évfolyam a szarvasi Vajda Péter Gimnázium tanári előtt tették le a vizsgát. 
1937-ben a magángimnázium beolvadt az evangélikus gimnáziumba. Első igazgatója dr. Benkő István lett. 1948-ban államosították és létrejött az állami általános gimnázium, mely Táncsics Mihály nevét vette fel. 1949-ben alakultak ki elhelyezési gondok, ekkor ideiglenes megoldásként az I. Számú Általános Iskolában kaptak helyet a diákok. 1951 és 1955 között épült fel a gimnázium mai épülete, Darvas József miniszter  közbenjárásával. Az 1960-as években a képzés szakközépiskolai osztályokkal bővült, mely 2017-ben szűnt meg. (Az iskola azonban még megtartotta a szakgimnázium szót a nevében egészen 2020-ig.) A 2000-es évek elejére az iskola a térség oktatási központjává vált. A tanulólétszám meghaladta az 1000 főt, a tanári kar pedig a 70-et. Szükségessé vált az épület rekonstrukciója és bővítése: 2005 és 2007 között felépült az Új szárny, valamint teljes kőrűen felújították a régi épületet. 
A gimnázium azóta elnyerte az Oktatási Hivatal Bázisintézménye, illetve a Szegedi Tudományegyetem Rezidensközpontja címeket.
A középfokú oktatás mellett ECDL informatika vizsgahely, valamint DSD (német) és LanguageCert (angol) nyelvvizsgahelyek is működnek az iskolában.

## Igazgatói
- Musulin Béla (1933–1937)
- Dr. Benkő István (1937–1941)
- Csizmadia György (1941–1953)
- Juhász Antal (1953–1957)
- Keller József (1957–1986)
- Fülöp Béla (1986–1996)
- Dr. Blahó János (1996–2022)
- Árusné Erős Krisztina (2022–)[5]

## Híres diákjai
Az Orosházi Táncsics Mihály Gimnázium híres diákjai ábécé-sorrendben. A vastagon szedettek részesültek az iskola által az öregdiákoknak adható legrangosabb elismerésében, a Primus inter Pares díjban.
- Alföldi Albert népművelő, országgyűlési képviselő, Alföldi Róbert édesapja
- Babinszky László egyetemi oktató
- Bán Sándor olimpikon, úszóedző
- Bártfai György nőgyógyász, emeritus professzor
- Becsei József geográfus professzor
- Bella Rózsa grafikus, rézkarc-készítő
- Dr. Blahó János tanár, az iskola egykori igazgatója (1996 - 2022)
- Dénes György geográfus
- Dienes Béláné középiskolai tanár, a gimnázium tanára (1966 - 2006)
- Faragó András színművész
- Gabányi Géza Svájcban élő evangélikus lelkész
- Gulyás Olga orvos
- Gyarmati István fizikus, az MTA tagja, az irreverzibilis termodinamika kutatója
- Gyúró István grafikus
- Hajdú Mihály nyelvészprofesszor
- Hargittai István kémia professzor, tudománytörténész
- Dr. Horváth Péter mesterséges intelligencia és rákkutató
- Kaáli Nagy Géza István biológus, a lombikbébi program atyja
- Koszorús Oszkár okleveles könyvtáros, helytörténész
- Kovács Gábor bankár, műgyűjtő
- Körmendi János tanár, turisztikai szakértő
- Kristó Gyula régész, történész, a honfoglalás korának kutatója
- Laskovicz Julianna középiskolai tanár, a gimnázium tanára (1975-2010)
- Mátrai Sándor 81-szeres válogatott labdarúgó, atléta
- Mihály Gábor, Kossuth-díjas szobrász
- Németh József matematika-professzor
- Pál Tamásné középiskolai tanár, a gimnázium egykori tanára
- Pleskó Ilona Ágnes középiskolai tanár, a gimnázium tanára (1973-1998)
- Sitkei György gépészmérnök professzor, akadémikus
- Szabó Ferenc történész, muzeológus
- Szabó István természetvédelmi szakmérnök, professzor emeritus
- Szabó Mihály gyermeksebész professzor
- Szilassi Lajos matematika-professzor
- Szilassi-Horváth Tibor középiskolai tanár, a gimnázium egykori igazgatóhelyettese
- Szokolay Sándor Kossuth-díjas zeneszerző
- Szűcs Ferenc labdarúgó, Etiópia korábbi szövetségi kapitánya
- V. Balogh Katalin limnológus
- Valaczkai Erzsébet grafikus-festő
- Véha Antal mezőgazdasági gépészmérnök, professzor

## Galéria

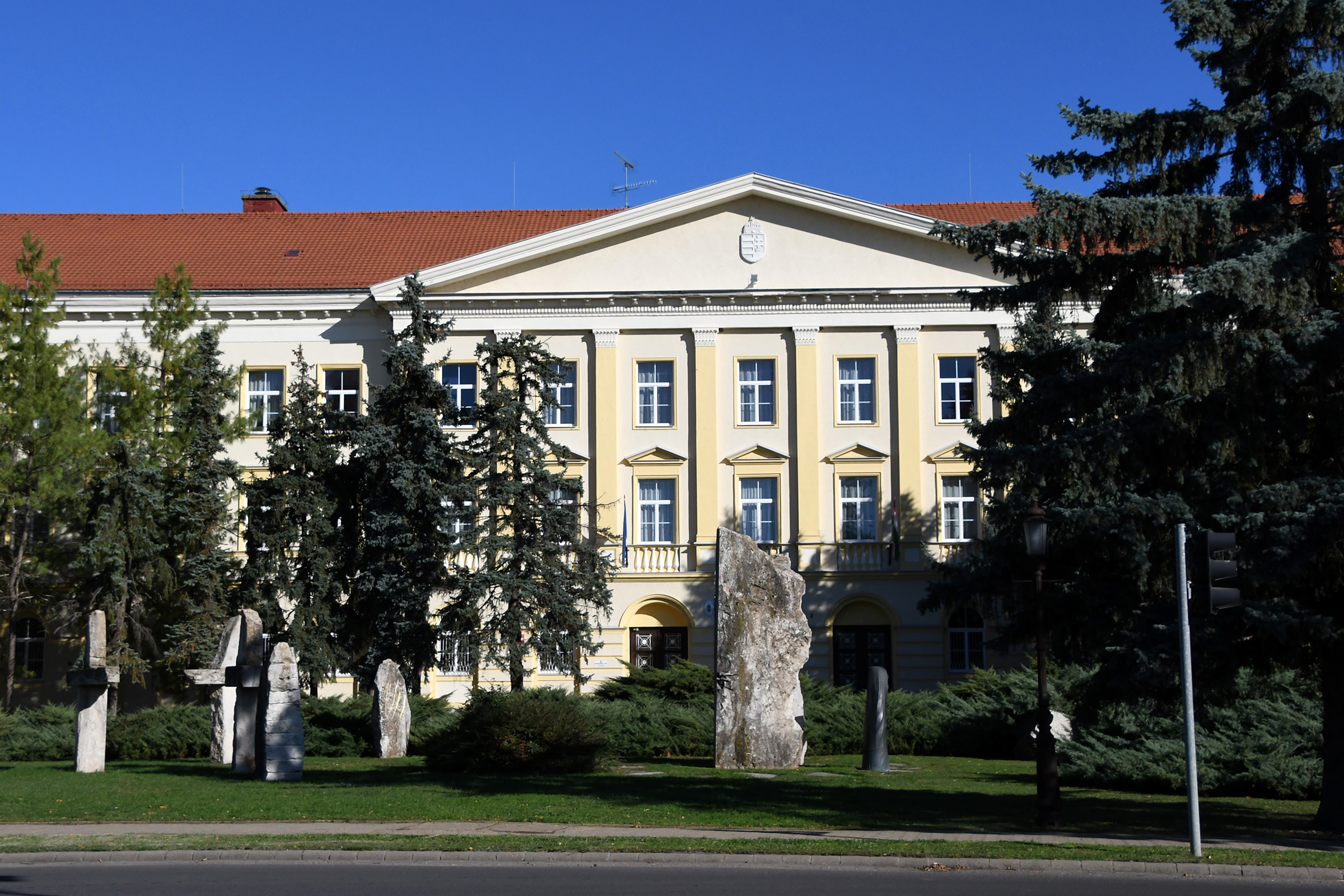
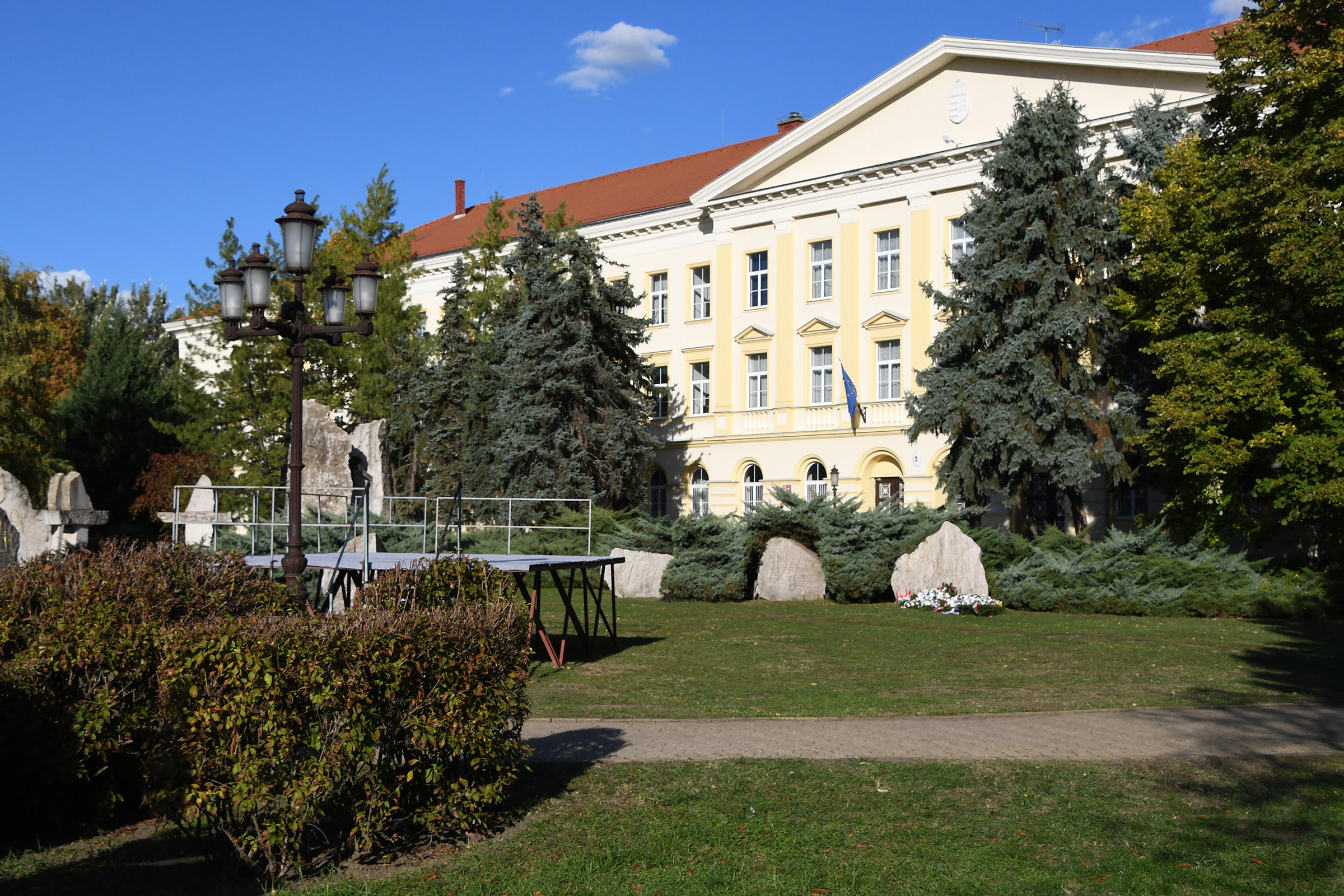
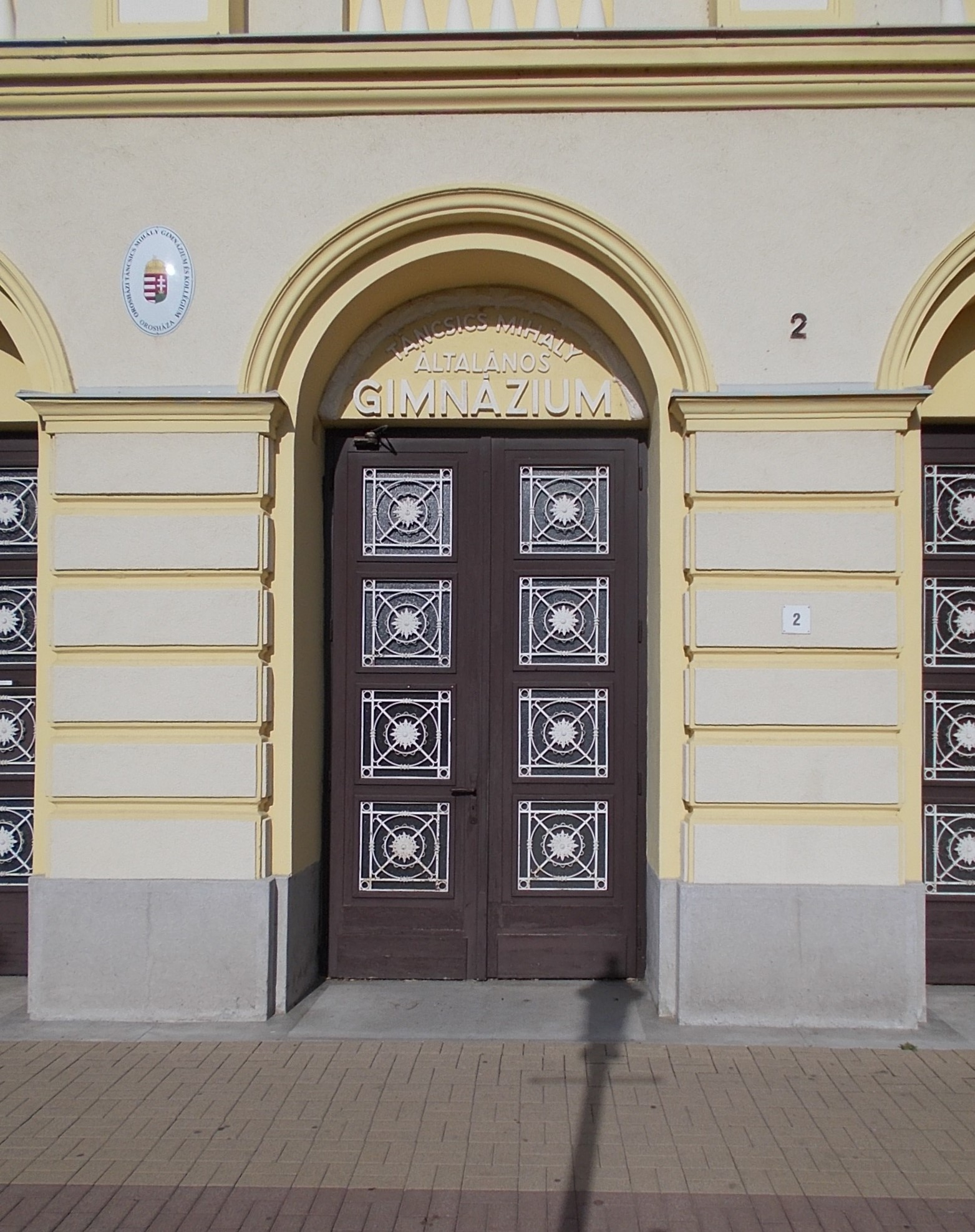
A gimnázium főbejárata
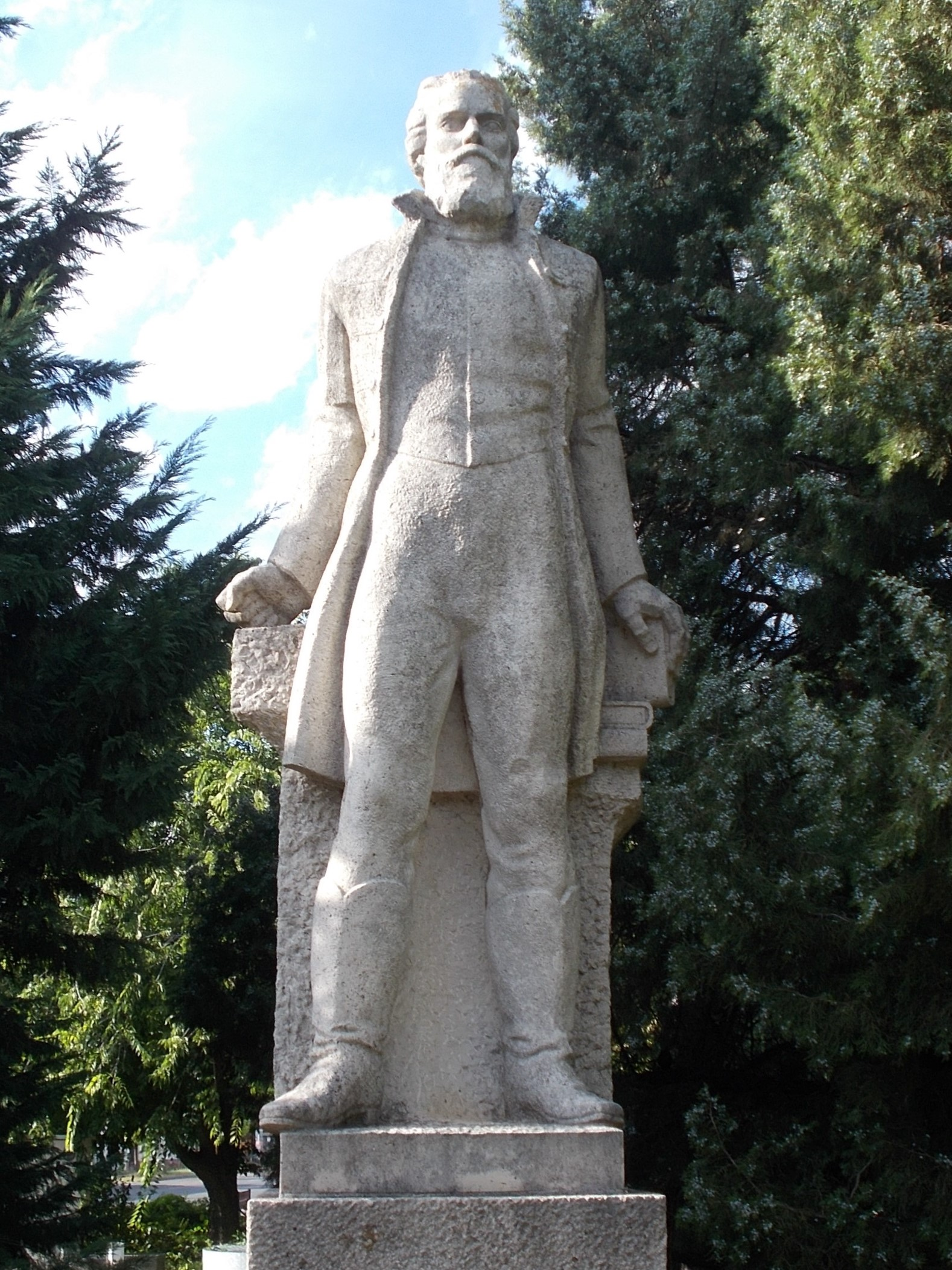
A névadó, Táncsics Mihály szobra a gimnázium épülete előtt (készítette: Károly Antal, 1969)
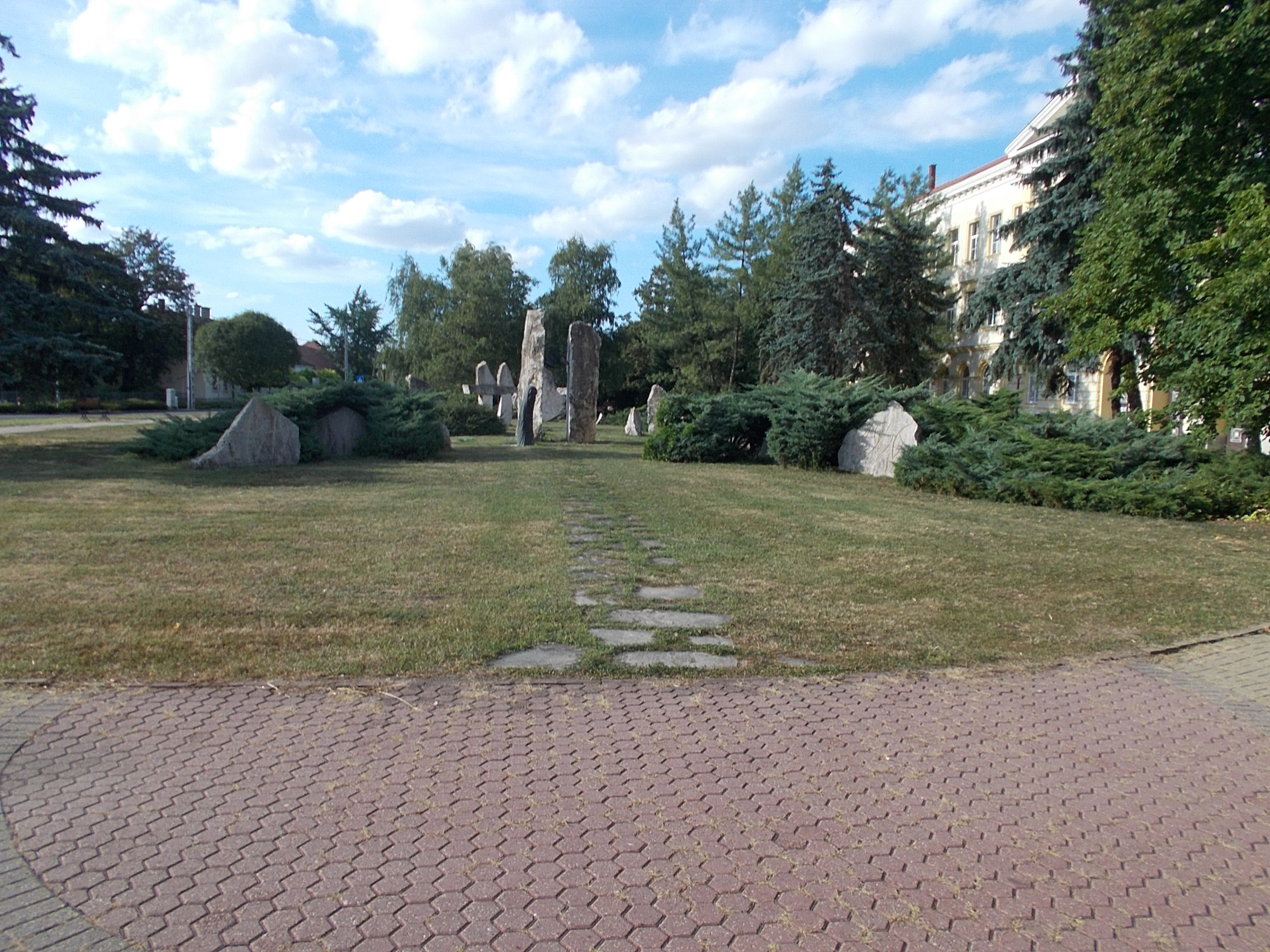
A gimnázium parkja, háttérben a Történelmi Emlékpark